# 湯氏絲隆頭魚
湯氏絲隆頭魚，又稱湯氏絲鰭鸚鯛，為輻鰭魚綱鱸形目隆頭魚亞目隆頭魚科的其中一種，分布於中西太平洋的印尼海域，棲息深度15-40公尺，體長可達7.5公分，棲息在水流強勁的珊瑚礁區海域，成群活動，以浮游生物為食，生活習性不明，可做為觀賞魚。